# Profi-Grill

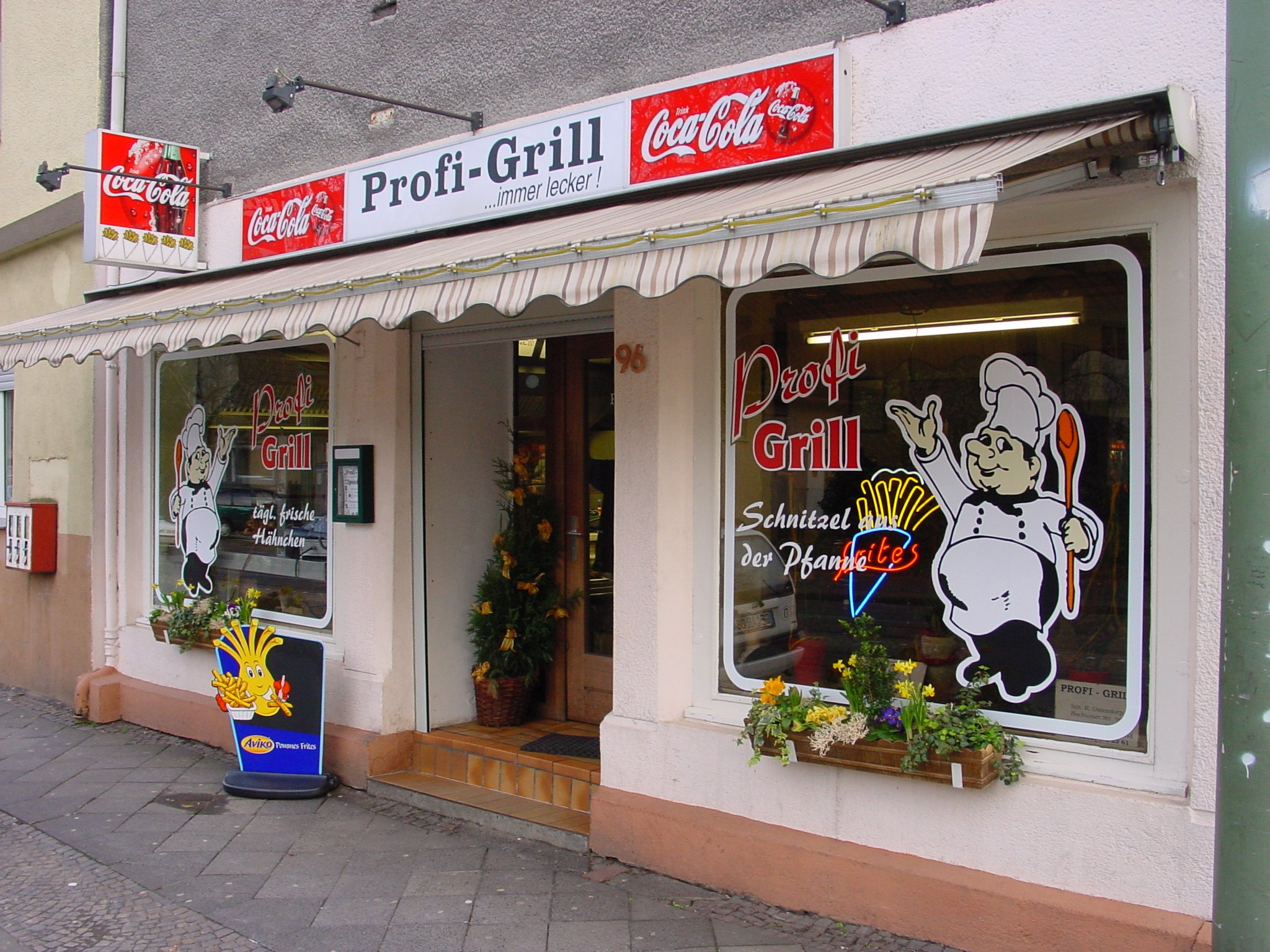
Der Profi-Grill in Wattenscheid

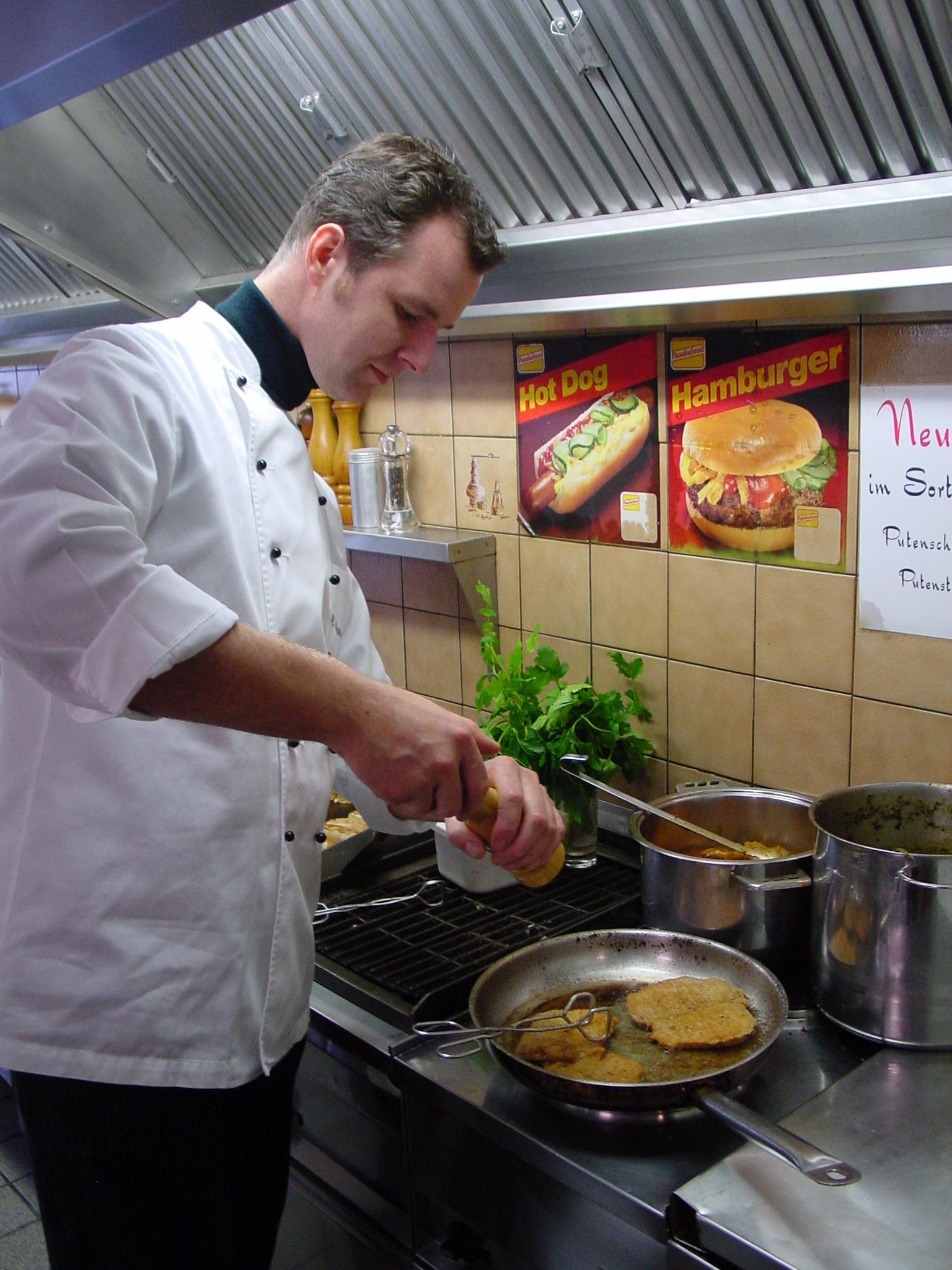
Raimund Ostendorp

Der Profi-Grill ist eine über das Ruhrgebiet hinaus bekannte Imbissstube im Bochumer Stadtbezirk Wattenscheid.
Inhaber und Koch ist Raimund Ostendorp (* 1968 in Uedem am Niederrhein), der schon während seiner Ausbildung verschiedene Preise gewann und zuletzt in Düsseldorf-Kaiserswerth als Demi-Chef de cuisine im Drei-Sterne-Restaurant Im Schiffchen von Jean-Claude Bourgueil tätig war.
Ostendorp übernahm am 2. Januar 1991 im Alter von 23 Jahren den Imbiss zusammen mit einem Rezept für Frikadellen vom Vorbesitzer Kurt Kotzlowski, der in den Ruhestand ging und 1992 verstarb. Der Imbiss wurde schnell durch seine Qualität bekannt. So werden Schnitzel gebraten statt frittiert und Speisen auf Porzellan serviert. Die Saucen werden nach eigenen Rezepten von Ostendorp gekocht. Auch die ungewöhnliche Karriere Ostendorps wurde in der bundesweiten Presse vielfach beschrieben, 2006 auch in der japanischen Zeitung Kahoku Shimpō.